# Michel-Ofik Nzege
Michel-Ofik Nzege (Genève, 14 oktober 1992) is een Zwitsers basketballer.

## Carrière
Nzege speelde in de jeugd van Fribourg Olympic en maakte zijn debuut voor de eerste ploeg in het seizoen 2008/09. Het volgende seizoen speelde hij bij CPE Genève Meyrin. Daarna trok hij naar Amerika en speelde eerst twee jaar voor Mount Zion Christian Academy. Nzege speelde collegebasketbal voor Winston-Salem State Rams en East Carolina Pirates van 2012 tot 2017. In 2017 werd hij niet gekozen in de NBA draft en tekende een contract bij Leeds Force maar vertrok er al na twee wedstrijden. Hij tekende daarop bij de Slowaakse eersteklasser Spišskí Rytieri maar zou het seizoen eindigen bij de Franse derdeklasser BC Souffelweyersheim.
Voor het seizoen 2018/19 tekende hij bij de Spaanse derdeklasser CP La Roda. In 2019 tekende hij een contract bij Lugano Tigers in de Zwitserse competitie. Na een seizoen tekende hij bij concurrent Lions de Genève waar hij ook een seizoen speelde. In maart 2022 tekende hij bij Saint-Chamond Basket in de Franse tweede klasse als vervanger van de geblesseerde Mohamed Queta. In januari 2023 tekende hij voor de rest van het seizoen bij Okapi Aalst in de Belgische eerste klasse als vervanger van de geblesserde Joren Vermoesen. Maar Nzege liep in april 2023 een zware blessure op waardoor hij de rest van het seizoen miste. In november 2023 tekende hij bij de Franse tweedeklasser Aix Maurienne Savoie Basket, begin december werd zijn contract al ontbonden.
In mei 2024 tekende hij in Venezuela bij Toros de Aragua.

## Erelijst
- Zwitsers bekerwinnaar: 2021